# アンリ・ヴァスロン
アンリ・ヴァスロン（Henri Vasselon,1854年4月1日-1896年3月7日）は、フランスのカトリック宣教師でパリ外国宣教会員。カトリック大阪教区の第2代司教を務めた。

## 生涯
オート=ロワール県クラポンヌで生まれる。母のイザベル・クラベルは、1794年6月17日にピュイ・アン・ヴェレー大修道院長アントワーヌ・クラベル、妹のキャサリンと共にギロチンで処刑されたジャン・バプティスト・クラベルの孫娘であった。ブリーヴ=シャランサックにあるシャルトルーズの小神学校で学び、1873年9月23日にパリ外国宣教会の神学校に進んだ。
1877年4月22日、ベルナール・プティジャンによって司祭に叙階された。同年5月17日に日本に向けて出発。1879年の終わりに、彼は岡山市の学校でフランス語の教師になり、1885年に大阪に配属されるまでそこに留まった。 1888年に、フェリックス・ミドンによって司教総代理に任命された 。
1891年に彼は『聲』を設立し、 1946年に大阪教区の雑誌になる前に京都で最初に出版された。2013年に廃刊となった 。
フェリックス・ミドンの死後、後任に任命された。活動期間は短く、彼は41歳に内出血で亡くなった。
クラポンヌ・スル・アルソン（Craponne-sur-Arzon）の町の通りには、彼の名前が付けられている。